# Лесняк, Дмитрий Валерьевич
Дмитрий Валерьевич Лесняк  (бел. Дзмітрый Валер'евіч  Лясняк; род. 6 марта 2004, Брест) — белорусский футболист, полузащитник долбизновской «Нивы».

## Карьера

### «Динамо-Брест»

#### Начало карьеры
Воспитанник брестского «Динамо». Выступал в юношеских командах клуба различных возрастов. В марте 2020 года с командой до 17 лет выиграл юношеский турнир Neman Cup U17. В 2021 году отправился в брестский «Рух», где выступал в дублирующем составе. В июне 2022 года вернулся в брестское «Динамо». Дебютировал за основную команду 10 июля 2022 года в матче против жодинского «Торпедо-БелАЗ», выйдя на замену на последних минутах матча. Футболист быстро закрепился в основной команде клуба, став игроком стартового состава. В январе 2023 года футболист продлил контракт клубом до конца 2024 года. Первый матч в сезоне футболист сыграл 1 апреля 2023 года против «Ислочи», выйдя на замену на 89 минуте. Однако закрепиться в основном составе клуба у футболист не получилось, оставаясь на скамейке запасных и выступая за дублирующий состав брестского клуба. Всего за сезон футболист провёл 4 матча в рамках чемпионата, результативными действиями не отличившись, который по итогу завершился на десятом месте.

#### Аренда в «Ниву» Долбизно
В марте 2024 года футболист на правах арендного соглашения присоединился к добизновской «Ниве» до конца сезона. Дебютировал за клуб футболист 6 апреля 2024 года в матче против минского «Динамо-2», выйдя на поле в стартовом составе и также отличившись свой первой результативной передачей.

## Международная карьера
В ноябре 2022 года футболист бы вызван в юношескую сборную Беларуси до 19 лет. Дебютировал за сборную 17 ноября 2022 года в матче против сборной России до 18 лет.